# Club Social, Cultural y Deportivo Aeropuerto
El Club Social, Cultural y Deportivo Aeropuerto es un equipo de fútbol profesional de la ciudad de Tena, Provincia de Napo, Ecuador. Fue fundado el 15 de junio de 2004. Su directiva está conformada por el presidente, Vicepresidente, el Secretario, el Tesorero y el Coordinador; su Presidente es el Sr. Jefferson Cañar. Se desempeña en el Campeonato Provincial de Segunda Categoría de Napo, también en la Segunda Categoría del Campeonato Ecuatoriano de Fútbol.
Está afiliado a la Asociación de Fútbol No Amateur de Napo

## Historia
El club tiene una reservada historia desde que se fundó en 2004, el equipo originalmente se fundó en Tena, la capital de la provincia el 15 de junio de dicho año, el club lleva el nombre debido al proyecto emblemático de la localidad y así pudo empezar a participar en los torneos de Segunda Categoría.
Por tradición en la capital de la provincia han existido varios equipos que los representaba en los torneos de Segunda Categoría y ese club sobre todo es el Club Social Cultural y Deportivo Malta Shungo, pero desde el año 2004 es donde se decide crear otro club para que representa al cantón y a la ciudad, tras realizar los trámites pertinentes en la Federación Ecuatoriana de Fútbol, a principios del 2004 ya se formó jurídicamente el club, pero es desde 2010 donde en la provincia se juegan torneos de segunda.
Es así como en 2010 su ilusión de jugar un torneo profesional se hace realidad siendo el unos de los 4 equipos en inscribirse en ese torneo, el Campeonato 2010 pasará a la historia del club porque en ese torneo el club consigue su primera victoria y sus primeros puntos en la era profesional, dejando en claro la intención de representar muy bien a la ciudad, cantón y provincia, pero no se dieron los resultados esperados, las diferentes derrotas sufridas le impidieron llegar a la siguiente etapa que es el zonal de ascenso. Durante en los siguientes torneos sus participaciones fueron no tan buenas, no se obtuvieron los resultados esperados y no se logró pasar de la etapa provincial.
Pero para la temporada 2015 la historia cambia y momento importante en la historia del club es su primera clasificación para representar a la provincia de Napo en los Zonales de la Segunda Categoría 2015. En este año también consiguió el Subcampeonato del torneo provincial; a pesar de ser un torneo corto porque contó con la participación de solo 3 clubes, el equipo logró buen rendimiento y consiguió el pase a los Zonales de la Segunda Categoría 2015, pero debido a su base de jugadores juveniles, el equipo no consiguió buenos resultados, siendo últimos en su grupo. Cabe recalcar que el Club Aeropuerto y New Star fueron los únicos equipos de los Zonales que jugaron con juveniles.
El club formó parte de lo profesional en 2003 y desde ese momento ha venido dedicando su trabajo encaminado en conseguir cosas grandes a futuro, también ha participado en otros torneos de fútbol locales de la provincia que sirvieron a manera de preparación para el torneo provincial de Segunda. La intención del club es trabajar con jugadores jóvenes que ganen experiencia para poder formar un gran equipo. El equipo es un referente en el fútbol juvenil sub-18 tras conseguir el bicampeonato provincial consecutivo. Hubo jugadores que se destacaron en este torneo zonal de ascenso la mayoría menores de edad procedentes de las canteras del equipo, entre ellos están: Jerson Guaraca, Victor Mastián, Wellington Pavón, Joseph Valencia, Ángel Estacio,  y Kevin Caiza, quienes se convirtieron en la base titular del equipo.